# Alain Portes
Alain Portes (født. 31. Oktober 1961 i Béziers, Frankrig) er en fransk håndboldtræner og tidligere håndboldspiller. Han har tidligere har været landstræner for Tunesien herrelandshold og Frankrigs kvindelandshold.
Han deltog under Sommer-OL 1992 i Barcelona, hvor Frankrig fik bronze.